# 莫加多爾級驅逐艦
莫加多爾級驅逐艦（法語：Contre-Torpilleur de classe Mogador，舷號：X61、X62）是法國海軍於1935年建造的大型驅逐艦。原計劃建造六艘，但只建造了兩艘，剩餘的艦船都因為第二次世界大戰爆發取消。建成的兩艘後來因為法國戰敗而成為維琪法國海軍軍艦。

## 建造規劃

### 方案設計
1932 年的預算批准建造莫加多爾級，作為空想級的改進型，採用三座新型雙聯裝砲塔；但主砲一樣選擇 138.6毫米艦炮M1929（同空想級）。然而，由于法国和意大利因為雙方的船队规模而进行谈判，且造船厂已经满负荷运转，建造工作一度暂停。
工程暫停的時間，上頭趁著個空檔對艦船的設計進行修改，以應對北大西洋惡劣的天氣和條件，並融入技術的發展——即可以在不增加噸位的同時，擴大船型。期間還曾想過在艦船上放上彈射器，但由於儲備問題，提議最終取消，並且將原本的彈射器位置改成第四座雙聯裝砲塔，以提升火力。此外，本級的二號艦沃爾特號與敦克爾克級的二號艦一起於 1934 年獲得預算，並批准建造。

### 框架設計
為應對北大西洋的惡劣天候，莫加多爾級的結構經過加強。整體採用縱向結構設計，龍骨間距1.8米，並分割成十二個橫向隔艙。至於受力部分，船體使用的是60公斤／平方公尺級鋼材，其餘部分則使用50公斤／平方公尺級。為了減輕重量，所有內部隔板以及上層建築的側壁均採用杜拉鋁製造。船體完全採用鉚接結構，接合處則焊接處理。然而，由於炮塔是雙聯裝，導致這一級別比前面的艦級（如空想級）擁有更多的上部建築的重量。還有彈藥升降機通過居住區，使其變得狹小昏暗。此外，船體空間有限，迫使一些部室在上層建築，導致其重量提升。另外，本級與前幾級一樣，前甲板後方的上層建築，它到舷側之間還保有空間，以便魚雷發射管能夠放置與旋轉，所以進一步壓縮其艦上空間。
上述的缺點換來的，是本級的極佳適航性。在惡劣海況下仍能保持良好性能，甚至在四級海況下仍可維持34節的航速。航行時船體十分穩定，搖晃幅度很小。即使遇到強側風，橫傾角也僅2-3°上下。全速前進時的最大橫傾角也僅7-8°。相較前幾級驅逐艦有顯著的改進。然而，由於本級的船體略長，所以其擁有較高的慣性系數，導致其編隊機動較差。

### 動力設計

莫加多爾的設計圖（右舷）

動力運作示意圖

莫加多爾級保留先前的動力單元佈置。鍋爐使用新研發的安德尔式锅炉，其額定壓力為3,500千帕。渦輪機則繼續採用拉托式，每組額定功率為 46,000匹馬力。一組渦輪機由一台高壓、一台中壓和兩台低壓渦輪機組成。此外，每台低壓渦輪機都配有一個逆向渦輪機；引擎室內都有兩台巡航渦輪機。當航速小於25節時，會使用巡航渦輪機；當大於時，則會切向高壓渦輪機。兩個軸均由單減速齒輪驅動。右舷軸由前引擎室驅動，左舷軸則由後引擎室驅動，這導致轉彎半徑依轉彎的方向而有差異。
每個軸驅動一個直徑為3.94公尺的三葉螺旋槳，但這種螺旋槳在高速行駛時有嚴重的空穴現象；所以舵使用一片面積14.95平方公尺的半平衡舵以減少高速阻力。該舵由弱蒸汽驅動的伺服驅動器驅動。試航中，在25節的速度下，轉彎半徑為800至850公尺。服役後，還需要25-30秒才能將舵轉動到32°最大轉角，至於轉彎半徑更是擴大到試航時的兩倍。以上種種數據，都表明本級的笨重，艦長的航海日誌中曾表示：“請小心護航斯特拉斯堡號時，因為她的機動比本級優秀。” 
莫加多爾級的設計速度為 39 節（72 公里/小時），引擎總設計功率為 92,000 匹馬力 。然而，在試航中，旗艦莫加多爾號用118,320 匹马力的超載功率，輕鬆超越了這一速度，試航速度達到了驚人的「43.45節」！而且，即使是在後來服役武裝的情況下，莫加多爾號仍然能跑出 41.67節的高航速 （日本自稱「最快」的島風號也僅有40.9節） 。海試期間，除了測試速度外，還有評估續航能力。當時測試使用的是她的巡航渦輪機，以 15 節（28 公里/小時；17 英里/小時）的航速行駛4,345海里的路程。此外，在正常排水量下，本級只能運載 120 噸的石油；而在武裝下可運載360噸的石油，滿載則可運載710噸。
從技術層面來說，莫加多爾號與沃爾特號是在驅逐艦的艦體上，承載著輕巡洋艦的火力，而這早已超越了她們的極限。
 In technological terms Mogador and Volta were ships with the armament of a light cruiser in the hull of a destroyer; the contre-torpilleur as a type had been pushed past the limits of its capabilities.

## 搭載武備

### 主砲火力

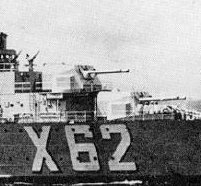
莫加多爾級的主炮

在方案的設計中，莫加多爾級使用四座新研發的雙聯裝1934型“類炮塔”（pseudo-turrets），這些炮塔裡面搭載的火炮與先前的空想級相同。特別的地方是，每門火炮皆有屬於自己的獨立炮座，同時砲座也可以聯動旋轉。炮管的最大仰角為30°，最大俯角為10°。然而，因為電動機功率不足，使得炮塔的水平迴旋速度僅10°／秒；仰俯角調整速度則為14°／秒。此外，電動機最初安裝在炮塔內部，但為了彌補不充足的內部空間，將其移至炮塔外側。
本級的炮塔內採用推式彈藥升降機，其主軸固定在炮座中央。炮彈與火藥裝藥會被輸送至一個翻轉鼓，它會旋轉至與火炮軸線匹配的位置，然後再裝填到火炮中。這套系統源自於勇敢級所使用的130毫米炮固定裝填機制。然而，這艦級在設計中採用的裝藥方式，是分裝式彈藥法，後面便會證明這兩種方法其實不契合。另外，每門炮都有獨立的炮彈升降機與火藥升降機，總計四組升降機；而翻轉鼓則設有四個獨立的托盤，用來將彈藥輸送至火炮。雖然炮彈可由動力推進裝置裝填，但火藥裝藥仍需水手手動裝填。
理論上，火炮可以在任何角度下裝填，但前面提到的功率問題，使得它無法在砲管大於10°的仰角下推入炮彈。此外，火炮製造品質低劣，炮閂設計不佳等問題；致使其在試驗中射速僅為3-4發／分，遠低於設計的10發，期間甚至頻繁發生卡彈與故障。另一個問題是，每門炮都需要人力裝填，所以在長時間射擊中，會發生人員疲勞，進而影響射擊效率。在1939年年中，二號艦進行炮擊測試，鑒於上述問題，嚴重影響火力，所以成績可謂“徹底的災難”。雖然技術人員有提出解決方案，如修改炮閂機構、安裝分體式裝填托盤、加強電動機性能等。可是，真正的解決方法是安裝全新的裝填系統，但保守推估需要一年左右，因此這個問題，還得存在一段時間。
1940年1月，莫加多爾級進行整體維修並對炮塔進行改裝。在這次改裝中，每門炮的炮塔周圍都增加了五座預備彈藥架，以彌補裝填系統的不穩定性。此外，彈藥庫的改裝設計中，其可儲存1440發138毫米炮彈（每門炮180發），並另設有一個獨立彈藥庫，專門儲存照明彈，一共有85發，並專供應給2號炮塔使用。然而，儘管如此，改裝過後的主炮裝填角度仍無法超過10°，技術人員仍在研究改進方案。結果，到了同年6月法國投降的時候，裝填問題仍無法改善。

### 防空配置
莫加多爾級的3号炮塔前方最靠后的甲板室上，有一座雙聯裝37公釐防空炮塔，以代替原定在該位置的1935年型双联装電力炮塔方案；它使用50口径37毫米（1.5 英寸）半自动火炮，有一个传统的滑动后膛，使用六发弹匣，最大射速为每分钟30-40发。在設計中，曾想過將砲管改成全新的48口径全自动37毫米火炮，预计射速165发／分，但等到本級服役时，它仍在研发中，所以便保留原方案。 本高射炮的子弹（共250发）储存在炮架附近；此外，還有1250發子弹，与前面提及的主炮弹药库相邻放置。
此外，莫加多爾級還配有两挺双联裝13.2毫米重機槍，作反扫射武器。这些机枪的射速高达450转／分，但30发／弹匣的供弹方式，笨拙地阻碍其射速。每挺有2500发子弹存放在弹匣附近。最初，它们被安装在前上层建筑的两侧，与甲板齐平，并配有炮盾以防硝煙反應。但是到海試時，發現安裝的位置會使射程受限，而且炮盾会阻碍射手的視野。因此，機槍移動到舰桥和2号炮塔之间的新甲板室，并拆除炮盾。

### 其餘武備
莫加多爾級的第一、二座煙囪之間，安裝了兩座三聯裝1928T型魚雷發射管，另外，在第二座煙囪後方的兩側，還安裝了兩座雙聯裝1928D型發射管。相比空想級的中軸線安裝法，顯著提升了射界，從原本的60°-100°擴大至25°-150°。然而，這種設計也有其缺點，該級艦的側舷魚雷齊射數量比舊型艦少了一具發射管；並且這種配置對於配重和穩定帶來負面影響。其彈頭重量為308公斤，總重2,068公斤。使用四缸徑向佈局的柴油動力推進。這種魚雷可設置兩種速度模式：高速模式（39節）：射程9公里，與低速模式（35節），射程13公里。
反潛的部分，艦艉設有兩座滑槽，每條軌道內可存放八枚古爾型（Guirard）深水炸彈（艦艉的彈藥庫內可額外存放十六枚）。這些深水炸彈使用鏈條系統，並以一組四枚的方式遙控發射。然而，由於該艦未配備聲納設備，所以對於潛艇的殺傷不大。此外，艦艉還配備了兩條固定式水雷軌道，每條搭載五枚B4型水雷。必要時，使用存放於夾層甲板的可拆卸延伸軌道，可額外搭載三十枚水雷。

### 射控系統
莫加多爾級的火炮射控與空想級相同，都採用集中式系統（必要時亦可進行局部獨立控制）。每個艦橋均配備12×72型目標指示雙筒望遠鏡，並透過石榴發射機（Granat）與艦橋頂部及第二座煙囪後方的射控指揮儀相連。然後，每座指揮儀都配備5公尺OPL 1935型立體測距儀，並將測得的距離數據送至中央火控站，最後輸入現代化的1929型機械計算機，並將計算結果傳送至各炮塔。魚雷的射控系統則都是完全獨立運作，且艦橋每側皆裝有8×30型目標指示雙筒望遠鏡，用於傳輸目標方位至魚雷指揮儀（位於艦橋上方的主炮射控指揮儀的上面），並透過與主炮相同的測距儀，提供方位與距離數據。之後將資料傳輸至1933型機械計算機，以得出魚雷發射角度，並直接遠端遙控。發射命令可由魚雷指揮儀，或者艦橋兩側的副武器射控站下達。

## 同級艦艇

### 改良方案
莫加多爾級由莫加多爾號（X61）和沃爾特號（X62）組成。從1934年底開始，兩艘作為本級第一批艦船開始動工， 莫加多爾號在海軍集團的洛里昂造船廠製造，沃爾特號則在布列塔尼工廠的南特造船廠製造。1938年1月，莫加多爾號交給法國海軍，並開始進行海上試航；三個月後，沃爾特也跟著完工與海試。然而，法國海軍在接下來的一年裡，都沒有被正式接收這兩艘船（武裝待命）。直到1939年3月6日，二號艦沃爾特號才正式服役，甚至比身為旗艦的莫加多爾號早（1939年4月8日）。
1939年，法國訂購四艘艦艇，作為莫加多爾級的改良型。同時將其分別命名為：克萊貝爾號（Kléber）、德塞號（Desaix）、奧什號（Hoche）和瑪索號（Marceau）。然而，由於第二次世界大戰的爆發，這些艦艇的建造被迫暫停。雖然建造暫停，但他們的設計沒有停歇，甚至提出主炮要使用全新130毫米（5.1 英寸）高平兩用炮方案。同時強化防空武器，以四聯裝100毫米防空砲，取代原本的雙聯裝37毫米防空砲。可惜的是，主炮的計劃因無法及時開發而不得不擱置，所以他們退而求其次，選擇使用莫加多爾型的主炮方案。然而，更糟糕的消息在後頭——1940年6月法國投降。於是乎，改良方案也隨之終結。

### 艦級資料
以下是本級的同級艦：　
| 艦名       | 開工   | 完工   | 結局       | 艦名出處            |
| ---------- | ------ | ------ | ---------- | ------------------- |
| 莫加多爾號 | 1936年 | 1939年 | 1942年自沉 | 索維拉舊名          |
| 沃爾特號   | 1936年 | 1939年 | 1942年自沉 | 沃尔特河            |
| 克萊貝爾號 | N/A    | N/A    | N/A        | 亞歷山大總督        |
| 德賽號     | N/A    | N/A    | N/A        | 公正蘇丹            |
| 奧什號     | N/A    | N/A    | N/A        | 旺代戰爭名將        |
| 瑪索號     | N/A    | N/A    | N/A        | 查理十四世•約翰好友 |

## 資料來源
1. ↑  John，第46-47頁.
2. ↑  John，第47-49頁.
3. 1 2  John，第49頁.
4. ↑  John，第55頁.
5. ↑  John，第49-50頁.
6. 1 2  John，第50頁.
7. ↑  島風，第28–30頁.
8. ↑  John，第59頁.
9. 1 2  . 14 October 2007  [2009-06-25]. （原始内容存档于25 June 2009）.
10. 1 2 3  John，第51頁.
11. 1 2 3 4  John，第52頁.
12. ↑  Campbell, John. . London: Conway Maritime Press. 2002: 308. ISBN 0-87021-459-4.
13. 1 2 3  John，第53頁.
14. ↑  John，第54頁.
15. ↑  Whitley，第44頁.
16. ↑  Whitley，第46頁.

## 外部連結
- Plans de bateaux: MOGADOR 1937 — 「莫加多爾號」的照片與圖紙
- Plans de bateaux: Notice du VOLTA 1936 —「沃爾特號」的圖紙
- Mogador-class at uboat.net
- Mogador Hommage aux Disparus